# البيت الأصفر (فلم)
البيت الأصفر (بالفرنسية: La Maison jaune) هو فيلم جزائري صدرَ عام 2007 للمخرج الجزائري عمر حكار.

## القصّة
في الجزائر وبالضبطِ في المناظر الطبيعية الجبلية القاحلة لأوراس، علِمت عائلةٌ من الشرطة أن ابنها الأكبر بلقاسم قد تُوفيَّ في حادثٍ أثناء تأدية خدمته العسكرية. فور سماعه النبأ، انطلق مولود على الفور إلى المدينة على جرّاره القديم لاستعادة جثة ابنه راغبًا في دفنه بشكلٍ لائق.
يُعاني مولود في رحلتهِ تلك من الكثير من الصعوبات والعراقيل، ويُردك عند عودته أنّ زوجته فاطمة حزينة للغاية. خوفًا من ألا تشعر بالسعادة مرة أخرى، يُحاول مولود فعلَ كلّ شيء ليجعلها تبتسم ويرفضُ الاستسلام لأنه يَعرفُ مثل جميع الفلاحين في أوراس والقرى المحطيةِ بها أنّ الاستسلام يعني الموت.

## الجوائز
عُرض الفيلم في المهرجان السينمائيّ المحلي بمدينة لوكارنو في سويسرا عام 2007، ثمّ عُرض في المهرجان السينمائي في مدينة فالنسيا بإسبانيا عام 2007 أيضًا.